# Rolf Gozell
Rolf Gozell (* 1935; † 2008) war ein deutscher Schriftsteller. Gozell schrieb Hörspiele und Prosa. Inhaltlich beschäftigte er sich mit klassischen Märchen, vor allem mit russischen Volksmärchen, aber auch mit Vorlagen von Ludwig Tieck, Giambattista Basile und Charles Dickens. Besonderes Merkmal seiner Märchen ist die sprachliche Gestaltung, die durch Dialogwitz und das Einbeziehen von Redewendungen aus den ernsten Originalmärchen humorvolle Hörspiele macht. Für sein Stück Prinzessin Maria vom Meere wurde er 2000 mit dem Deutschen Kinderhörspielpreis ausgezeichnet.

## Werke
- Die Zaubergräte. Kinderhörspiel nach dem gleichnamigen Märchen Die Zaubergräte von Charles Dickens. Regie: Norbert Speer. Rundfunk der DDR 1982.
- Hans Eierkuchen. Kinderhörspiel nach Die sieben Schwaben.  Regie: Wolfgang Rindfleisch. Prod.: Deutschlandsender Kultur 1992.
- Wie man König wird. Kinderhörspiel nach einem Märchen von Ludwig Tieck. Regie: Wolfgang Rindfleisch. Prod.: DLR Berlin, 1997.
- Prinzessin Maria vom Meere. Kinderhörspiel nach einem russischen Volksmärchen. Mit Otto Sander u. a. Musik: Trötsch. Regie: Wolfgang Rindfleisch. Prod.: DLR Berlin, 1999. ISBN 3-491-24049-2
- Vincenz im Glück. Kinderhörspiel nach dem Märchen Der Kaufmann von Giambattista Basile. Regie: Wolfgang Rindfleisch. Prod.: DLR Berlin, 2000.
- Katharina mit dem Teufel. Regie: Wolfgang Rindfleisch. Prod.: DLR Berlin, 2001.
- Die drei Recken. Kinderhörspiel nach einem russischen Volksmärchen. Mit Axel Wandtke u. a. Musik: Dieter Beckert. Regie: Wolfgang Rindfleisch. Prod.: DLR Berlin, 2002.